# Birch, Wisconsin
Birch là một thị trấn thuộc quận Lincoln, tiểu bang Wisconsin, Hoa Kỳ. Năm 2010, dân số của thị trấn này là 469 người.